# ماسيمو زابينو
ماسيمو زابينو (بالبرتغالية: Massimo Zappino‏) (12 يونيو 1981 في البرازيل - ) هو لاعب كرة قدم برازيلي في مركز حراسة المرمى. لعب مع كييفو فيرونا ونادي فاريسي ونادي فاسلوي ونادي فروسينوني ونادي فوجيا ونادي كاتانيا ونادي كومو ونادي ليكو وSSD Città di Acireale 1946 ‏ وبرو سيستو 1913 ونادي تارانتو 1927 وإيه جي نوسرينا 1910 ‏.

## وصلات خارجية
- ماسيمو زابينو على موقع قاعدة بيانات كرة القدم.إي يو (الإنجليزية)
- ماسيمو زابينو على موقع عالم كرة القدم.نت (الإنجليزية)
- ماسيمو زابينو على موقع AS.com (الإسبانية)